# Drievuldigheidskerk (Collinghorst)
De protestants-lutherse Drievuldigheidskerk (Duits: Dreifaltigkeitskirche) is een eenschepige kerk met een aangebouwde westelijke toren in Collinghorst, een Ortsteil van de Oost-Friese gemeente Rhauderfehn (Nedersaksen). Het romano-gotische godshuis werd vanaf het jaar 1250 gebouwd en is daarmee de oudste kerk van het Overledingerland. De kerk kreeg de naam nadat bij renovatiewerkzaamheden in de kerk een middeleeuwse voorstelling van de Drie-eenheid werd blootgelegd.

## Geschiedenis
Het is niet met zekerheid te zeggen of er voor deze kerk een houten voorganger heeft gestaan. In het jaar 1250 begon de bouw van de kerk, kort nadat er in Oost-Friesland een begin gemaakt werd met het bakken van stenen uit klei in veldovens. Het oudste bouwdeel is het kerkschip. Deze zaalkerk had een vloer van aangestampte leem en kleine, zeer hoog zittende ramen, was van een houten plafond voorzien en had zowel op het noorden als het zuiden een rondboogportaal. Tijdens de invoering van de reformatie in Oost-Friesland werden deze portalen dichtgemetseld. Mannen betraden het kerkgebouw door de zuidelijke toegang, terwijl de vrouwen het noordelijke portaal gebruikten. Tot het einde van de Tweede Wereldoorlog werd het gebruik dat mannen en vrouwen gescheiden een kerkdienst bijwoonden streng gehandhaafd.
De ramen werden in de loop der tijd eveneens dichtgemetseld, maar hun plaats is buiten aan het muurwerk nog duidelijk te herkennen. Aan de zuidelijke muur werd er weer één opengebroken. Van een voormalige hagioscoop in de zuidelijke muur bleef buiten nog slechts een boog zichtbaar.
Rond 1350 onderging de kerk een grote verandering: het kerkschip werd een meter langer en er werden een koor en een toren aangebouwd. Deze bouwfase vertoonde reeds duidelijke elementen van de gotische stijl, zoals de spitsboogramen en de steunberen aan het koor. In de gewelfkap achter het altaar stamt uit deze periode een geschilderde voorstelling van een genadestoel, een middeleeuwse weergave van de goddelijke Drie-eenheid, die door twee engelen met de lijdenswerktuigen van Christus wordt geflankeerd.
Oorspronkelijk was de toren door een smalle gang van de kerk gescheiden. Schietgaten getuigen ervan deze toren ook een weerfunctie had. Naast het torenportaal bevonden zich openingen in de muur, waardoor de toegang verdedigd kon worden. Een andere opening, die binnen boven de huidige ingang naar de kerk in het muurwerk is te herkennen, diende om het terugtrekken naar de boververdiepingen mogelijk te maken. Oorspronkelijk kende de toren een zadeldak, dat in 1828 door een blikseminslag werd verwoest en in 1858 door de huidige spits werd vervangen.
Het balkenplafond van de kerk uit de 13e eeuw werd na de Dertigjarige Oorlog door het huidige tongewelf vervangen. In deze tijd werden waarschijnlijk ook kerkbanken aangeschaft, waarvan één bank bewaard bleef. Deze bank met het uitgesneden jaar 1738 staat nu in het koor en wordt voor de kerkenraad gereserveerd. De huidige banken werden in het kader van een renovatie in 1958 geplaatst. Tegelijkertijd werd toen de planken vloer vervangen door een betonnen vloer.
De middeleeuwse fresco's in de kerk gingen na de reformatie eeuwenlang schuil achter een witte kalklaag. Bij de renovatie 1958 kwamen ze weer tevoorschijn. Op de noordelijke muur is een afbeelding van de heilige Christoffel te zien, die echter voor de helft door het nieuwe raam achter de galerij werd vernield. Voorts bevindt zich in de apsis nog het oude wijdingskruis en aan de zuidelijke muur een tekst.

## Inventaris
Het oudste voorwerp is vermoedelijk het houten kruis met een corpus. Het eikenhout waarmee het kruis werd gemaakt werd in het Collinghorster veen gevonden en wordt gedateerd op de tijd van Christus' geboorte.
Het doopvont stamt nog uit de katholieke tijd en werd net als veel andere doopvonten in Oost-Friesland, in de 13e uit Bentheimer zandsteen gehouwen. Nadat het doopvont uit de kerk was verwijderd, gebruikte een apotheker het als vijzel en aansluitend stond het in een tuin als bloempot. Later werd het door het streekmuseum in Westrhauderfehn geborgen en na de Tweede Wereldoorlog weer in de kerk opgesteld. De koperen doopschaal werd door Hinrich Willms vervaardigd. Het voormalige houten doopvont uit 1911 werd van een opzet voorzien en dient tegenwoordig als lezenaar.
Het altaarstuk werd gemaakt nadat de gemeente de calvinistische leer inruilden voor het lutherse geloof. Centraal staat een voorstelling van het Avondmaal, daarnaast zijn er scènes uit het Nieuwe Testament te zien. Het werd in 2005 gerenoveerd. Bij een restauratie van de kerk werd in 1958 een in scherven liggend kruikje gevonden, dat oorspronkelijk de relieken van de schutspatroon van de kerk bevatte.
De kansel werd in 1816 in Loga gebouwd en stond oorspronkelijk aan het midden van de zuidelijke muur, maar werd in 1958 verplaatst naar de huidige plek.
Het avondmaalsgerei bestaat uit een in de 17e eeuw aan de gemeente geschonken zilveren kelk met een zilveren schaal.
Van de vier kandelaren op het altaar werden er twee in 1880 gemaakt. In 1958 schonken de kerkenraad en een aantal vrouwen uit Collinghorst en Glansdorf de twee andere. De oudste kroonluchter stamt uit het jaar 1672. De grootste kroonluchter werd in 1800 door de broers Albert en Hinrich Janssen Roßkam geschonken. Een derde kroonluchter, die in 1879 met de opbrengst van een koorconcert in de kerk werd aangeschaft, moest in de Tweede Wereldoorlog ter omsmelting worden afgegeven, maar werd na een gift van een plaatselijke vrouwenvereniging in 1988 weer vervangen.
Het gelui van de kerk werd in 1956 aangeschaft en bestaat uit drie door de gieterij Erding bij München gegoten klokken.

## Orgel

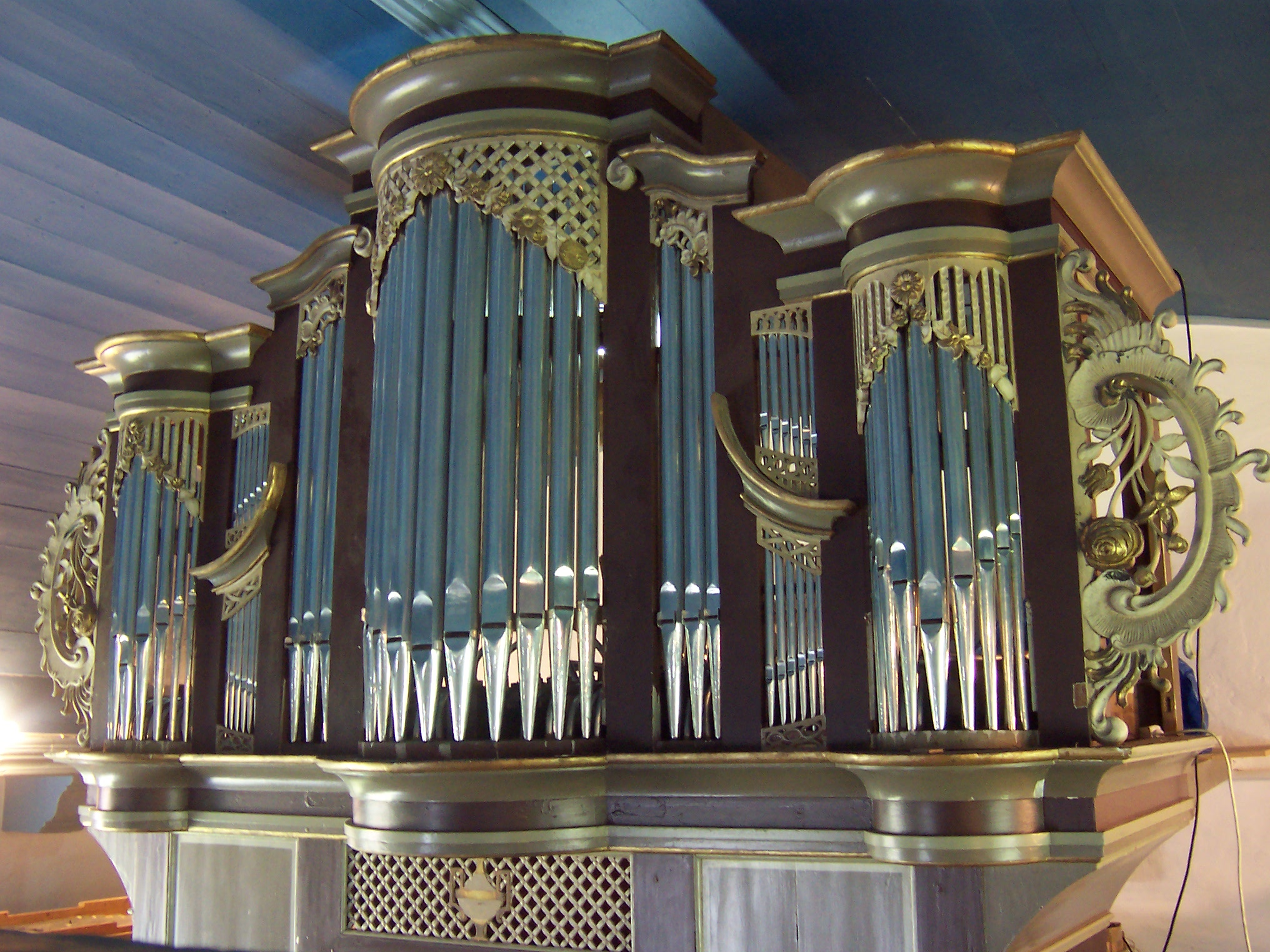
Collinghorst Orgel

Van het eerste orgel in de kerk is weinig bekend. Vermoedelijk heeft het vanaf 1788 op een galerij in het huidige koor gestaan. Het huidige orgel staat zoals meestal op een westelijke orgelgalerij. Het instrument werd in 1838 door de orgelbouwer Johann Gottfried Rohlfs uit Esens als laatste van zijn orgels gebouwd. Zijn werk bleef gelukkig grotendeels bewaard en kenmerkt zich qua intonatie en dispositie met elementen van de opkomende romantiek. In 1952 plaatste men het instrument onder monumentenzorg en vanaf 1955 vond er een niet geheel geslaagde renovatie door de orgelbouwfirma Führer uit Wilhelmshaven plaats, met als gevolg dat het instrument aan klankvolheid inboette. Met de inbouw van een infraroodstraler en de daardoor opgewekte droge lucht werd het instrument zodanig beschadigd, dat er in 2007 een nieuwe renovatie moest plaatsvinden. Ditmaal verzorgde de orgelbouwmeester Bartelt Immer de renovatie en hij herstelde toen ook de oorspronkelijke klank van het orgel.